# Miguel Latín
Miguel Ángel Latín Carrasco (* 27. Juli 1968 in Llaillay) ist ein ehemaliger chilenischer Fußballspieler. Der Innenverteidiger bestritt zwei Länderspiele und wurde auf Vereinsebene einmal chilenischer Meister.

## Karriere

### Verein
Miguel Latín begann seine Profikarriere 1988 bei den Santiago Wanderers. Nach einer kurzen Station 1991 bei Unión Española kam er 1992 zu Deportes Temuco. Hier spielte er erfolgreich und wurde Nationalspieler. 1997 verpflichtete ihn Rekordmeister CSD Colo-Colo. Mit den Albos wurde der Defensivakteur Meister in der Clausura 1997, kam jedoch nicht häufig zum Zug. Er kehrte 1998 nach Temuco zurück, wo er nach einer Saison zu Deportes La Serena wechselte, jedoch 2000 ein drittes Mal in die Hauptstadt der Región de La Araucanía zurückkehrte. Bei Deportes Temuco beendete der Rechtsfuß seine Karriere.
Nach seiner aktiven Karriere war Latín als Fußballtrainer tätig und übernahm im Oktober 2013 interimsweise die Cheftrainerposition von Deportes Temuco bis zum Saisonende.

### Nationalmannschaft
Miguel Latín wurde von Nationaltrainer Mirko Jozić für die drei Freundschaftsländerspiele im März 1993 nominiert. Er debütierte gegen Saudi-Arabien, als er in der 88. Spielminute für Luka Tudor eingewechselt wurde, und stand nur wenige Tage danach im weiteren Freundschaftsspiel gegen Saudi-Arabien in der Startelf. Dies blieben seine einzigen beiden Einsätze in der chilenischen Nationalmannschaft.
1987 hatte er bereits mit der U20-Nationalmannschaft an der Südamerikameisterschaft und der anschließenden Heim-Weltmeisterschaft, bei der Chile Vierter wurde, teilgenommen.

## Erfolge
Colo-Colo
- Chilenischer Meister: 1997-C